# Propanal
Propanal é o aldeído saturado com 3 carbonos. Comumente conhecido como Aldeído Propiônico ou Propionaldeído.